# Комерсиален софтуер
Комерсиален софтуер е софтуер, който се разработва като предприемаческо начинание, обикновено с цел извличане на печалба. Въпреки че това на пръв поглед го прави антипод на безплатния софтуер, в действителност комерсиалният софтуер може да бъде както безплатен, така и свободен. Това е факт, подчертаван от Фондацията за свободен софтуер.